# Otto Linde (Architekt)
Otto Linde (* 7. Oktober 1871 in Calau; † 21. April 1958 in Ebersteinburg) war ein deutscher Architekt, badischer Baubeamter und Denkmalpfleger.

## Leben

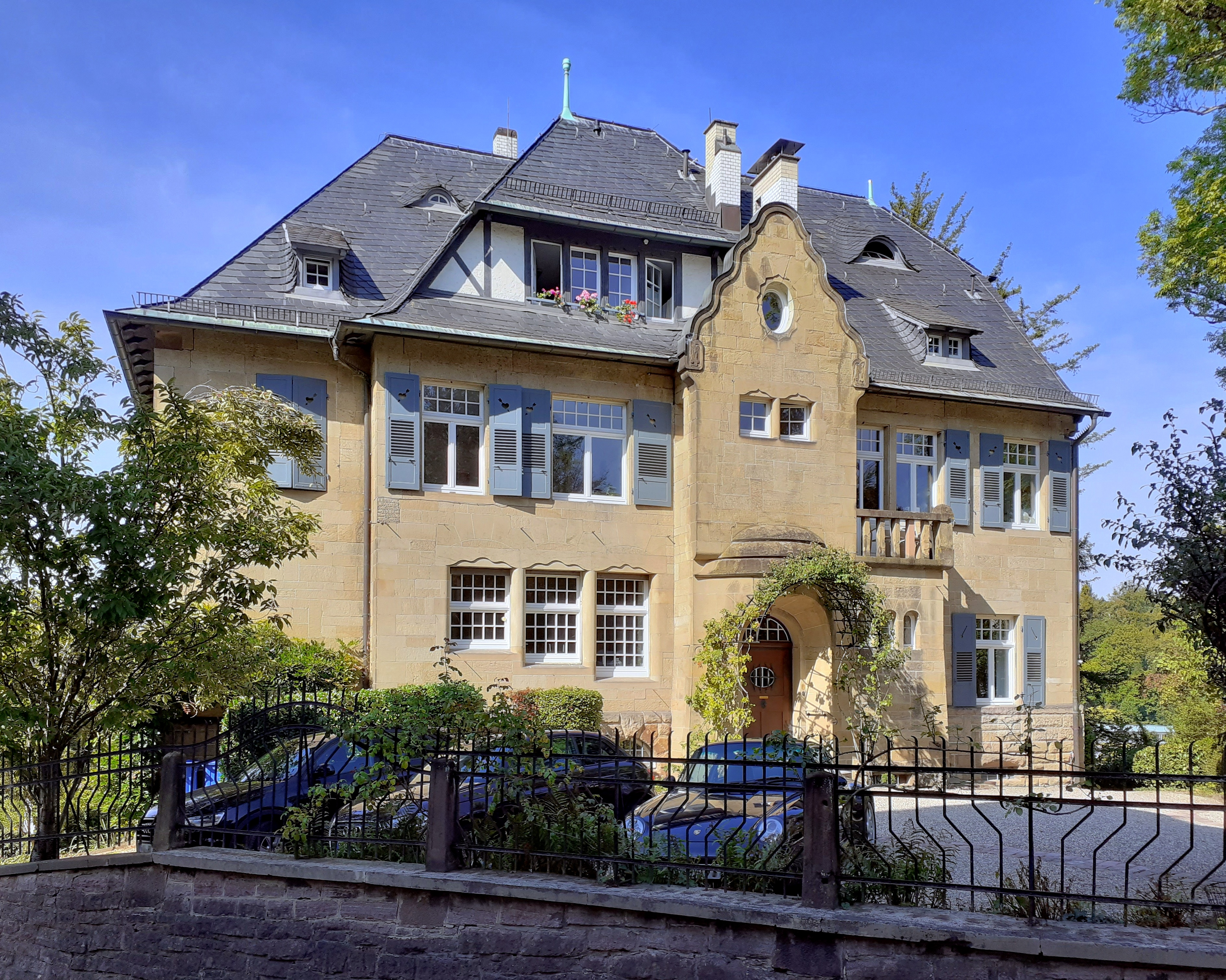
Otto Lindes selbst entworfene Villa in Baden-Baden

Linde studierte ab 1891 bei Carl Schäfer an der Technischen Hochschule Karlsruhe. 1898 trat er in den Dienst der badischen Baudirektion. Ein Stipendium ermöglichte ihm 1901, für ein Jahr Italien, Sizilien und Tunis zu bereisen. 
Ab 1904 wirkte er an dem Inventarisierungswerk der Bau- und Kunstdenkmale Badens mit, zu dem er auch viele Zeichnungen als Illustrationen beisteuerte. Er leitete von 1905 bis 1907 die Wiederherstellung des Gasthauses Zum Ritter in Heidelberg und die Rekonstruktion von Burgen und Klosterruinen. 1911 wurde er zum Stellvertreter des Konservators der öffentlichen Baudenkmäler in Baden, Oberbaurat Philipp Kircher (1846–1921), berufen. Ab 1919 fungierte er nebenamtlich als Leiter des Hofbauwesens des abgedankten Großherzogs von Baden. Von 1934 bis 1939 war Linde Geschäftsführer des Badischen Landesdenkmalamtes.
Nach Entwürfen von Otto Linde wurden die evangelischen Kirchen in Engen und Forbach sowie mehrere Villen in Baden-Baden, Freiburg im Breisgau und Mannheim gebaut. Auf Schloss Eberstein bei Gernsbach ließ er 1951 den heute bestehenden Aufbau des Bergfrieds errichten.
Am 20. Oktober 1902 heiratete er Margaret (Grete) Hager, die Tochter des Fabrikanten Eduard Hager. Aus der Ehe gingen die Kinder Horst (1912–2016) und Wilfried Linde hervor.

## Publikationen
- 1935: Die Burg Hohenbaden und das Neue Schloss in Baden-Baden OCLC 988394713
- 1956: Fürstliche Residenzen OCLC 888462656

## Ehrungen
- 1948: Ehrenbürger der Technischen Hochschule Karlsruhe
- 1952: Verdienstkreuz am Bande der Bundesrepublik Deutschland